# بريسسيا (آن)
بريسسيا (بالفرنسية: Pressiat)‏ هي بلدية فرنسية تقع في إقليم الآن في فرنسا. رمز إنسي لها هو:1312. أما الرمز البريدي لها فهو: 1370.